# CNP Assurances
CNP Assurances ist ein französisches Versicherungsunternehmen mit Sitz in Paris (4, place Raoul Dautry, 15. Arrondissement).
Die Firmenabkürzung CNP steht für Caisse Nationale de Prévoyance. Das Unternehmen wird in der Liste Fortune Global 500 geführt.
CNP ist Frankreichs führendes Unternehmen im Lebensversicherungsbereich. 

## Geschichte
Das Unternehmen wurde 1959 durch die Fusion der Unternehmen Caisse nationale d'assurance en cas d'accident (entstanden 1868) und Caisse nationale d'assurance sur la vie gegründet.
La Banque Postale wurde im Juni 2022 nach der Übernahme von 100 % des Kapitals alleiniger Anteilseigner von CNP Assurances.
Die Banque Postale und CNP Assurances finalisierten ihre 2018 begonnene Fusion mit der Gründung einer großen Bancassurance-Gruppe in Frankreich.
Seit dem 11. April 2023 vereint eine neue Gesellschaft, die CNP Assurances Holding, die vier Versicherungstöchter von CNP Assurances und La Banque Postale – Sach- und Unfallversicherung, Rentenversicherung, Krankenversicherung und Maklergeschäft – unter einem Dach. Die Holdinggesellschaft befindet sich vollständig im Besitz der französischen Bankengruppe.

## Aktionärsstruktur
Nach einer kompletten Übernahme durch La Banque Postale, dem jetzigen alleinigen Eigentümer der CNP, erfolgte auch das Delisting von der Börse.